# 姜涛 (1963年)
姜涛（1963年10月—），安徽淮北人，中南大学毕业，中南大学资源加工与生物工程学院教授、博士生导师、院长。中国工程院院士。学术专攻是黑色金属矿产资源团矿精加工与短流程冶金研究。

## 生平
1963年10月，姜涛出生在安徽省濉溪市（今淮北市）。1990年从中南工业大学（今中南大学）毕业，取得博士学位，同年留校执教，1991年破格提教授。2000年，姜涛远赴到美国犹他大学学习，2002年12月回到中南大学。

## 荣誉
- 2021年11月18日，中国工程院化工、冶金与材料工程学部院士[3]